# Horbatchevo-Mykhaïlivka
Horbatchevo-Mykhaïlivka (en ukrainien : Горбачево-Михайлівка, en russe : Горбачёво-Михайловка, Gorbatchiovo-Mikhaïlovka) est une commune urbaine de l'est de l'Ukraine, dans l'oblast de Donetsk, dépendante du raïon de Donetsk. Sa population s'élevait à 917 habitants en 2019.

## Géographie
Horbatchevo-Mykhaïlivka se situe à la confluence entre la rivière Hrouzka, qui descend du Plateau du Donets depuis le nord-est, et du fleuve côtier Kalmious qui descend vers le sud en direction de la mer d'Azov. Elle se situe à 100 mètres d'altitude, et se trouve à 23 km au sud-est de la ville de Donetsk, dans la région industrielle du Donbass.